# Brahmina crinicollis
Brahmina crinicollis är en skalbaggsart som beskrevs av Hermann Burmeister 1855. Brahmina crinicollis ingår i släktet Brahmina och familjen Melolonthidae. Inga underarter finns listade.